# Amauropelta globulifera
Amauropelta globulifera là một loài dương xỉ thuộc họ Thelypteridaceae. Loài này được William Dunlop Brackenridge mô tả khoa học đầu tiên năm 1854.